# Avaldsnes IL
Avaldsnes Idrettslag (kurz: Avaldsnes IL) ist ein norwegischer Sportverein aus Avaldsnes. Er wurde am 16. Juni 1937 gegründet und betreibt Abteilungen im Männerfußball, Frauenfußball sowie Handball. Die erste Frauenmannschaft spielte seit 2013 in der Toppserie. 2023 konnte das Team über die Relegation die Klasse halten, der Klub erhielt aber wegen mangelnder Kapitaldeckung keine Lizenz für die nächste Saison und wurde in die 1. Divisjon zurückversetzt.

## Frauenfußball
Die Frauenfußballmannschaft erreichte 2012 die Meisterschaft in der 1. Divisjon, der zweithöchsten Spielklasse im norwegischen Frauenfußball, und stieg damit erstmals in die Toppserien auf. Sie ist die erste Sportmannschaft von der Insel Karmøy überhaupt, die in einer höchsten nationalen Spielklasse spielt. Vor der neuen Saison wurde die Mannschaft dann namhaft verstärkt. Unter anderem wurden die Nationalspielerinnen Cecilie Pedersen (Norwegen), die bereits 2009 bis 2011 für Avaldsnes aufgelaufen war, Guðbjörg Gunnarsdóttir, Hólmfríður Magnúsdóttir und Þórunn Helga Jónsdóttir aus Island sowie Rosana dos Santos Augusto und Andréia Rosa de Andrade aus Brasilien verpflichtet. Im Sommer 2013 wechselten auch die beiden deutschen Spielerinnen Antonia Hornberg und Marie Pyko nach Avaldsnes. Im norwegischen Vereinspokal gelang dem Team 2017 erstmals der Pokalsieg, als man im Finale gegen Vålerenga Oslo mit 1:0 gewann. In den Jahren 2016, 2017 und 2018 erreichten sie jeweils das Achtelfinale der UEFA Women’s Champions League.

### Statistik
| Saison                                                   | Liga        | Platz | Pokal              |
| -------------------------------------------------------- | ----------- | ----- | ------------------ |
| 2002                                                     | 4. Divisjon | 1     | nicht qualifiziert |
| 2003                                                     | 3. Divisjon | 3     | nicht qualifiziert |
| 2004                                                     | 3. Divisjon | 2     | nicht qualifiziert |
| 2005                                                     | 3. Divisjon | 4     | nicht qualifiziert |
| 2006                                                     | 3. Divisjon | 4     | nicht qualifiziert |
| 2007                                                     | 3. Divisjon | 2     | nicht qualifiziert |
| 2008                                                     | 3. Divisjon | 1     | nicht qualifiziert |
| 2009                                                     | 2. Divisjon | 5     | nicht qualifiziert |
| 2010                                                     | 2. Divisjon | 1     | nicht qualifiziert |
| 2011                                                     | 1. Divisjon | 6     | 2. Runde           |
| 2012                                                     | 1. Divisjon | 1     | 3. Runde           |
| 2013                                                     | Toppserien  | 4     | Finale             |
| 2014                                                     | Toppserien  | 5     | Halbfinale         |
| 2015                                                     | Toppserien  | 2     | Finale             |
| 2016                                                     | Toppserien  | 2     | Viertelfinale      |
| 2017                                                     | Toppserien  | 2     | Sieger             |
| 2018                                                     | Toppserien  | 9     | 3. Runde           |
| 2019                                                     | Toppserien  | 5     | Viertelfinale      |
| 2020                                                     | Toppserien  | 3     | Halbfinale         |
| 2021                                                     | Toppserien  | 8     | Viertelfinale      |
| 2022                                                     | Toppserien  | 10    | Viertelfinale      |
| 2023                                                     | Toppserien  | 9     | 3. Runde           |
| 2024                                                     | 1. Divisjon |       |                    |
| Grün unterlegte Spielzeiten kennzeichnen einen Aufstieg. |             |       |                    |

### Erfolge
- Norwegischer Pokalsieger 2017
- Pokalfinalist 2013, 2015
- Aufstieg in die Toppserien 2012
- Vizemeister 2015, 2016, 2017

## Männerfußball
Die erste Männermannschaft stieg 2017 in die 5. Divisjon, die sechsthöchste Spielklasse, ab.
Zuvor spielte die Mannschaft von 2005 bis 2010 sowie 2012 in der 3. Divisjon.